# Socialistische Werkers Partij
De Socialistische Werkers Partij (SWP) was een politieke partij, die van 1959 tot 1965 in Nederland bestond als voortzetting van de Brug-groep.
De Brug-groep was in 1958 ontstaan rond het maandblad De Brug en werd geleid door een aantal prominente uitgetredenen uit de Communistische Partij van Nederland (CPN) en de aan de CPN gelieerde Eenheids Vak Centrale (EVC). Tot de groep behoorden de oud-fractievoorzitters van de CPN Gerben Wagenaar en Henk Gortzak, het Kamerlid Rie Lips-Odinot en de EVC-bestuurders Frits Reuter en Bertus Brandsen.
De BVD had de hand gehad in de afsplitsing door anonieme kaderbrieven te verspreiden onder CPN-leden. Deze zouden zijn geschreven door ontevreden communisten als reactie op de destalinisatie-rede van CPSU-secretaris Nikita Chroesjtsjov en hadden een anti Paul de Groot-tendens.
De Brug-groep vormde een afgescheiden fractie in de Tweede Kamer tot de verkiezingen van 1959, toen zij op het stembiljet stond als lijst Wagenaar.
De Brug-groep werd niet gekozen. Zij werd omgedoopt in Socialistische Werkers Partij. Deze partij was opgericht met hulp van de BVD die haar heimelijk financieel ondersteunde. De SWP leidde een kwakkelend bestaan tot 1965. Toen besloot de partij zichzelf op te heffen en de leden te adviseren zich aan te sluiten bij de Pacifistisch Socialistische Partij (PSP).

Henk Gortzak heeft nog in het hoofdbestuur van de PSP gezeten van 1968 tot 1969 en in de Tweede Kamer van 1969 tot 1971. De opsteller van het beginselprogramma van de SWP, Henk Hoogen Stoevenbeld, was algemeen secretaris van de PSP van 1973 tot 1981.
De Groningse schrijver en journalist Nico Rost was jarenlang redacteur van het partijblad van de SWP.